# Código Penal de Cuba
La Ley 62 o Código Penal Cubano era la norma principal en materia penal de la República de Cuba. Constaba de un total de 348 artículos y se encontraba dividido en una Parte General y en otra Especial. Fue aprobado por la Asamblea Nacional del Poder Popular el 29 de diciembre de 1987 y puesto en vigor el 30 de abril de 1988. A finales del año 2022 fue derogado por un nuevo Código Penal. 

## Parte general
Comprende los artículos del 1 al 90. En la Universidad de La Habana se estudian los artículos y la doctrina que los fundamenta en dos semestres dentro de la asignatura Derecho Penal General. En estos se regulan los principios que rigen el Código, la eficacia de la ley en el espacio y en el tiempo, en especial su irretroactividad a excepción de que sea más favorable al encausado, las causas eximentes de la responsabilidad, las sanciones principales (incluyéndose dentro de estas la pena de muerte) y accesorias, adecuaciones de la sanción, agravantes y atenuantes, el delito continuado y la unidad y pluralidad de acciones, así como el estado peligroso y la Medidas de Seguridad.

## Parte especial
Comprende los artículos del 91 al 348. En estos se describen todos los delitos penados en el país. Por medio de Títulos se regulan los disímiles bienes jurídicos que al Estado cubano le interesa proteger, entre los que se encuentran: la seguridad exterior e interior del estado, la Administración y Jurisdicción,  la Seguridad Colectiva, el Orden Público, la economía, el patrimonio cultural, la fe pública, la vida y la integridad corporal, los Derechos Individuales, el normal desarrollo de las relaciones sexuales, la Familia, la Infancia y la Juventud, el Honor, los Derechos Patrimoniales,  la Hacienda Pública y  el Normal Tráfico Migratorio. 
Entre los delitos que este Código regula se encuentran: violación, pederastia con violencia, asesinato, homicidio, atentado, difamación, hurto, sacrificio de ganado mayor, juegos ilícitos, robo con fuerza en las cosas y con violencia en las personas, perjurio, sabotaje, intento de golpe de Estado, falsificación de documentos públicos, incesto, bigamia, cohecho, malversación, prevaricación, receptación, entre otros.

## Terrorismo
Los delitos de terrorismo fueron derogados del Código por la Ley contra actos de terrorismo, Ley 93 del 20 de diciembre de 2001 .